# Fahne und Wappen des Kantons Nidwalden

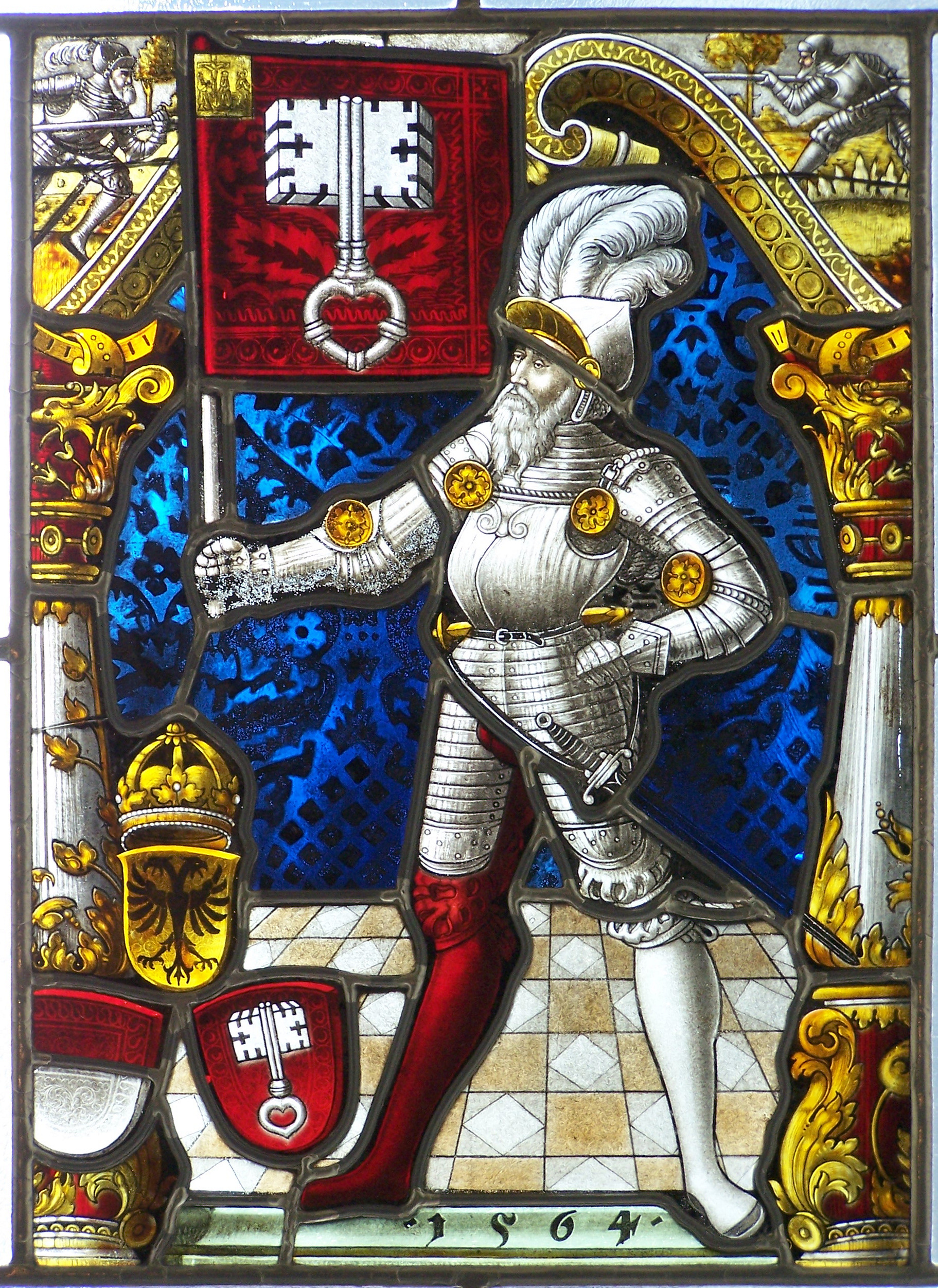
Standesscheibe (1564)

Die Fahne und das Wappen des Kantons Nidwalden zeigen in Rot einen silbernen (weissen) Doppelschlüssel.
Die Standesfarben sind Rot und Weiss.
Das Nidwaldner Banner hatte seit dem frühen 15. Jahrhundert diese Form. Die heute verwendete grafische Darstellung des Wappens datiert auf 1944 und stammt von Louis Ruckli.
Von 1815 bis 1998 war Nidwalden Halbkanton des Kantons Unterwalden, mit der neuen Bundesverfassung von 1999 wird Nidwalden neu als Kanton bezeichnet und das Wappen Nidwaldens entsprechend in den Rang eines Schweizer Kantonswappens erhoben.

## Geschichte
Die Geschichte des Wappens ist eng verflochten mit dem Wappen von Obwalden. Obwalden und Nidwalden bildeten zusammen Unterwalden und waren unter einem gemeinsamen Banner einer der Acht Alten Orte, waren aber seit dem 14. Jahrhundert intern getrennt als zwei unabhängige Talschaften.
Wichtig für die Fahnengeschichte beider Talschaften ist das Nidwaldner Fahnenbuch von 1741, eine Aufstellung der damals bekannten Feldzeichen zusammen mit der Überlieferung zu ihrer Herkunft und Bedeutung.
Das Siegel von Unterwalden zeigte bereits 1240 einen Schlüssel (mit einem Bart).
Der silberne Doppelschlüssel auf rotem Grund für Nidwalden erscheint erstmals im 1422 bei Arbedo mitgeführten Banner (aufbewahrt im Rathaus in Stans).
Das Nidwaldner Juliusbanner von 1512 zeigte im Eckquartier (Zwickelbild) die Kreuzigung Christi mit Maria und Johannes unter dem Kreuz. Vom Juliusbanner ist nur das Seidentuch erhalten, der in Gold- und Silberfäden gestickte Schlüssel sowie die Applikationen wurden 1802 geplündert; erhalten ist dagegen ein Prunkbanner aus der zweiten Hälfte des 16. Jahrhunderts aus italienischer Produktion mit einem prächtigen Zwickelbild mit demselben Motiv.
Rucklis neue Darstellung des Doppelschlüssels von 1944 wurde von Staatsarchivar Ferdinand Niederberger als sehr gelungen gelobt:
«ein kräftiger, von der Mitte aus zu einem kühnen Zweihandgriff aufgebogener Rundstab, dessen beide gerade auslaufenden Enden mit den eingefügten Schlüsselbärten von einer Spange aufrecht zusammengehalten werden. Die Barteinschnitte auf den Breitseiten zeigen – wie im ältesten Nidwaldner Banner mit dem Doppelschlüssel – das schematisch angedeutete ‹heilig Rych› (Kreuz Christi mit Maria und Johannes); oben und unten sind noch zwei Einschnitte. Diese Verbindung von geradlinig und rund versinnbildlicht auch den Nidwaldner Volkscharakter, der nordische Strenge mit südländischem Schwung vereinigt»